# Bewegung für Gerechtigkeit und Gleichheit

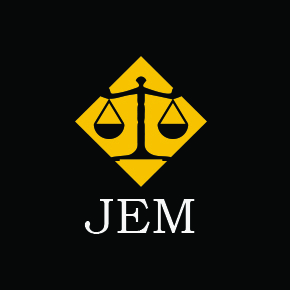
Bild hinzugefügt

Die Bewegung für Gerechtigkeit und Gleichheit (abgekürzt JEM von englisch Justice and Equality Movement, arabisch حركة العدل والمساواة, DMG Ḥarakat al-ʿAdl wa-l-Musāwāt) ist eine am Darfur-Konflikt beteiligte Rebellengruppe im sudanesischen Bundesstaat Darfur und im Osten des Tschad. Ihr Führer war bis zu seinem Tod am 24. Dezember 2011 Khalil Ibrahim. Dessen Bruder Jibril Ibrahim wurde im Januar 2012 zum Nachfolger gewählt.
Am 31. August 2020 unterzeichnete die Regierung ein Friedensabkommen mit der Revolutionären Front, einer Allianz mehrerer Rebellengruppen, der unter anderem die Sudanesische Befreiungsarmee/-Bewegung und die Bewegung für Gerechtigkeit und Gleichheit angehören.

## Entstehung
Die JEM wurde um 1999 als Oppositionsbewegung gegen die Regierung von Omar al-Bashir in Khartum gegründet, als dieser die National Islamic Front (NIF) von Hasan at-Turabi aus der Regierung ausschloss. Khalil Ibrahim gilt als Parteigänger Turabis. Mitglieder dieser islamistischen Gruppierung Turabis aus Darfur veröffentlichten um 2000 das kitab al-aswad, englisch The Black Book: Imbalance of Power and Wealth in the Sudan („Schwarzbuch: Ungleichgewicht von Macht und Reichtum im Sudan“), das die wirtschaftliche und politische Unterdrückung der Bevölkerung Darfurs zum Thema hatte und als Propaganda gegen die Regierung verteilt wurde.
Als Beginn des bewaffneten Kampfes der JEM gelten Anschläge im März 2003 in Darfur, die zeitgleich mit Überfällen der Sudan Liberation Army (SLA) stattfanden. Die JEM wurde in der westlichen Presse erstmals am 6. März erwähnt. AFP zitierte ein Interview von Al-Hayat, in dem Khalil Ibrahim erklärte, in Darfur nicht für Unabhängigkeit, sondern für eine Beteiligung an der Regierung zu kämpfen.
Ideologische Basis dieser Rebellengruppen ist der Kampf gegen die wirtschaftliche Vernachlässigung und politische Unterdrückung der Region Darfur, die der Regierung in Khartum vorgeworfen wird. Die Regierung geht seither gegen die Rebellengruppen mit den offiziellen Streitkräften der Sudan People’s Armed Forces, paramilitärischen Truppen und mit Hilfe der Dschandschawid-Milizen vor.
Im Juni 2006 wurde die Gründung der gemeinsamen National Redemption Front (NRF) von der JEM, einer der beiden SLA-Fraktionen und der Sudan Federal Democratic Alliance (SFDA) bekanntgegeben. Die NRF lehnte das im Mai 2006 in Abuja ausgehandelte Friedensabkommen ab. Das Abkommen von Abuja wurde nur von der SLA-Fraktion des Minni Arcua Minnawi unterzeichnet. Über allgemeine Absichtserklärungen hinausgehende, gemeinsame Ziele der NRF wurden bisher nicht angegeben. Nach 2006 ist dieser Zusammenschluss kaum noch durch Presseerklärungen in Erscheinung getreten und war – obwohl militärisch erfolgreich – aufgrund von internen Streitereien 2007 auseinandergebrochen.

## Überfall auf Omdurman im Mai 2008
Mehreren hundert Kämpfern der JEM war es gelungen, offensichtlich unerkannt, von Darfur aus rund 500 Kilometer bis in das gegenüber der Hauptstadt liegende Omdurman vorzudringen, wo sie sich am 11. Mai 2008 und in den folgenden Tagen Gefechte mit Regierungstruppen lieferten. Es war das erste Mal, dass der Darfurkrieg außerhalb der Region ausgetragen wurde. Von Regierungsseite wurden offiziell 200 Tote angegeben. Die JEM erklärte, Ziel der Aktion sei der Sturz der Regierung in Khartum gewesen. Es wird eine Racheaktion der vom Tschad unterstützten JEM gegen die sudanesische Regierung vermutet, die wiederum tschadische Rebellen unterstützen soll. Der sudanesische Außenminister warf der Regierung des Tschad eine Beteiligung vor. Die sudanesische Polizei nahm nach dem Angriff über 300 angeblich Beteiligte fest, unter ihnen war auch für wenige Stunden der schärfste Regierungskritiker Hasan at-Turabi, der ebenfalls verdächtigt wird, die JEM zu unterstützen. Turabi äußerte Verständnis für den Überfall.

## Friedensabkommen im August 2020
Im August 2020 unterzeichnete die JEM zusammen mit anderen – nicht allen – Rebellengruppen ein Friedensabkommen mit der sudanesischen Regierung, das den Darfur-Konflikt beenden, die Machtverteilung regeln und die Rückkehr der Flüchtlinge ermöglichen sollte.